# 보성 이씨
보성 이씨(寶城李氏)는 전라남도 보성군를 본관으로 하는 한국의 성씨이다. 시조 고려에서 낭장(郎將)을 지낸 이윤장(李胤章)이다.

## 참고 자료
- “보성이씨(寶城李氏)”. 뿌리를 찾아서.[깨진 링크(과거 내용 찾기)]